# Post Miserabile

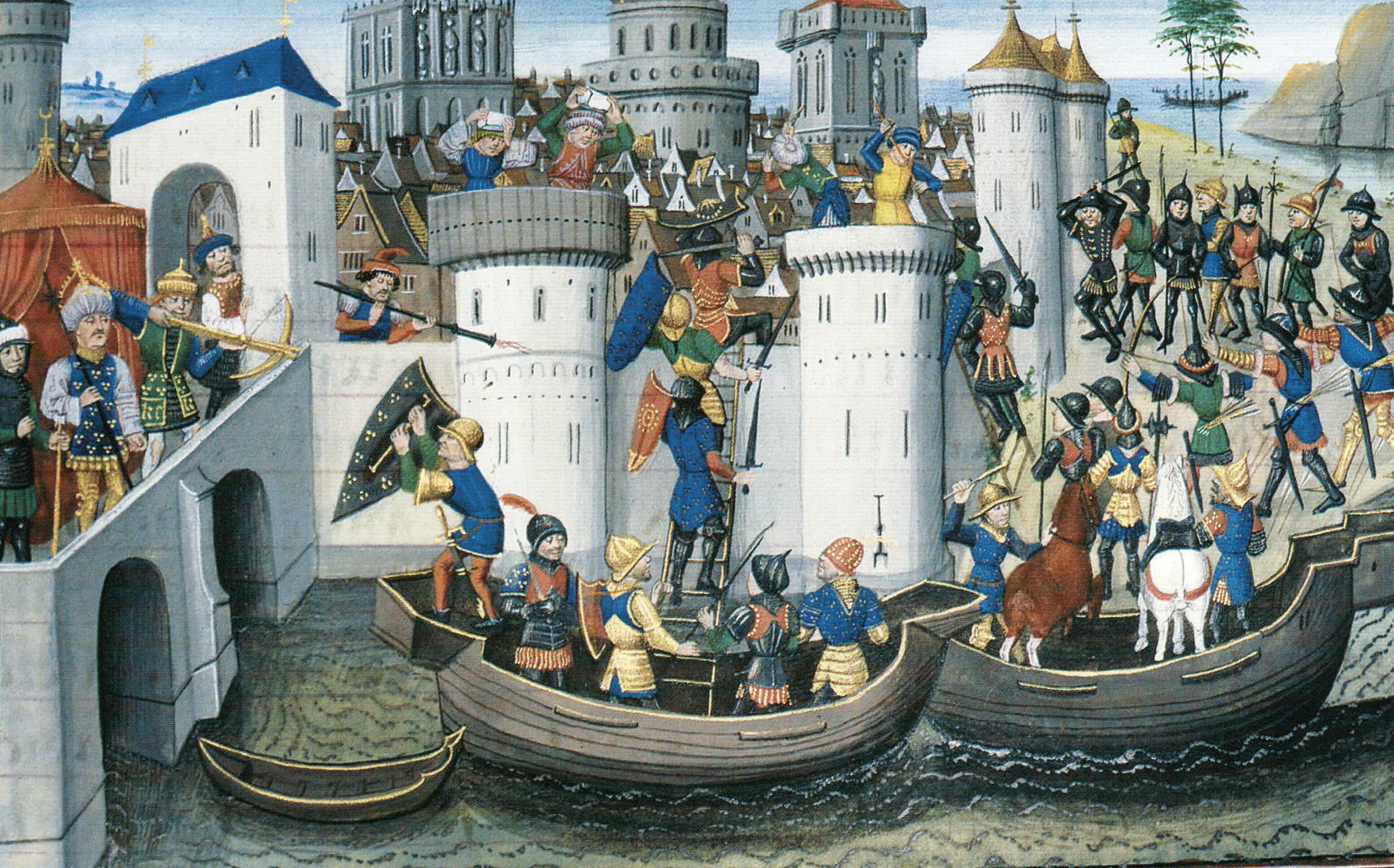
La conquista de Constantinopla por los cruzados: uno de los momentos más dramáticos de la Cuarta Cruzada

Post miserabile (en latín: Tristemente, después) fue una bula papal emitida por el papa Inocencio III el 15 de agosto de 1198 en la que se convocaba la Cuarta Cruzada en Tierra Santa. Más que ninguna otra bula de cruzada, no se emitió en respuesta a un solo acontecimiento, como un revés en Oriente, sino que tuvo un tono más organizativo, presagiando los cambios burocráticos y administrativos que Inocencio introduciría en las instituciones cruzadas.

## Antecedentes
Tras la llegada de Inocencio al papado en 1198, la predicación de una Cuarta Cruzada se convirtió en uno de los objetivos de su pontificado. Tanto los reyes de Inglaterra como Francia estaban en guerra, y varios otros estados no atendieron el llamado del pontífice a tomar las armas para una cruzada. Sabiendo que la mayoría de los monarcas europeos estaban preocupados por sus propios asuntos de estado, el propósito de Post miserabile era resolver sus disputas y centrar la atención en Oriente.
Una de las técnicas utilizadas por Inocencio para asegurar la acción es denunciar supuestas burlas  musulmanas contra los reyes de Francia e Inglaterra:

Ya hemos debilitado y destrozado las lanzas de los franceses, hemos aplastado los esfuerzos de los ingleses [...] de hecho, vuestros reyes y príncipes, a los que expulsamos de nuestras tierras de Oriente hace poco tiempo, disfrazan su miedo actuando con audacia, volviendo a sus escondites, no diremos 'reinos', prefieren luchar entre ellos por turnos que experimentar una vez más nuestro poderío y nuestra fuerza. 

La bula también pedía un renacimiento del entusiasmo religioso por una cruzada en toda la Europa.

## Resumen de la bula
La bula comienza describiendo la situación actual de Tierra Santa, antes de criticar a los gobernantes europeos por su incapacidad para actuar:

Y mientras se persiguen unos a otros con odio inexorable, mientras uno se esfuerza por vengar sus injurias contra el otro, ninguno se conmueve por la injuria al Crucificado. No prestan atención a cómo nos persiguen nuestros enemigos.

.
La bula nombra entonces a los cardenales Sofferdo y Pedro de Capua como asistentes especiales en la predicación y organización de la cruzada, animándoles específicamente a dirigirse a los reyes de Inglaterra y Francia para que les ayuden.
Post miserabile también da una gran cantidad de instrucciones organizativas sobre cómo debe llevarse a cabo y establecerse la cruzada. En un intento de fomentar un renacimiento de la cruzada, la bula entra en algunos detalles concurriendo a la privilegios y beneficios que se podría tener al comprometerse a ir a Tierra Santa La bula fue instrumental en el establecimiento de una base para la cruzada y debido a la predicación de Fulco de Neuilly, se organizó finalmente un ejército cruzado en un torneo celebrado en Écry-sur-Seineby por Conde Thibaut  en 1199.